# Synagoge (Ernsbach)

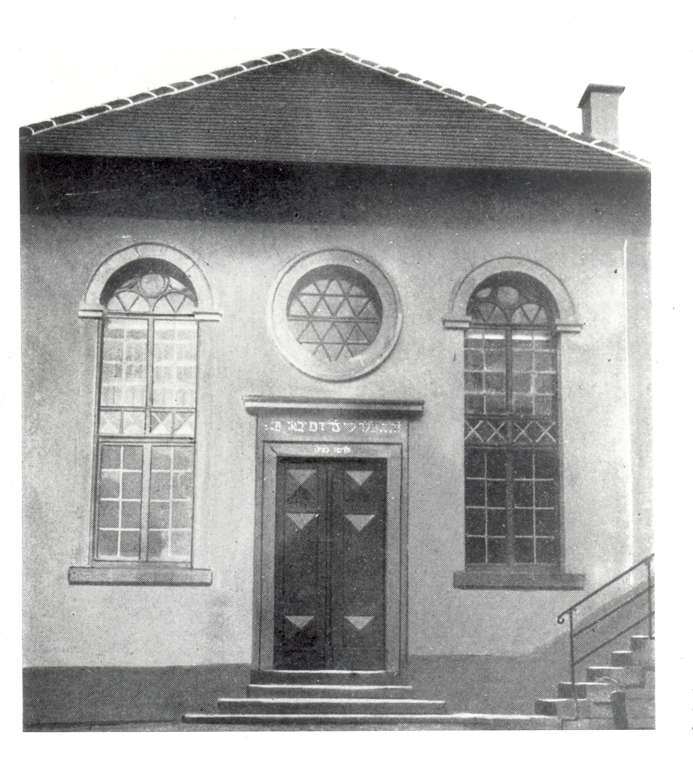
Synagoge in Ernsbach (Foto aus dem Jahr 1932 beim Landesarchiv Baden-Württemberg)

Die Synagoge in Ernsbach, einem Stadtteil von Forchtenberg im Hohenlohekreis im nördlichen Baden-Württemberg, war eine Synagoge der Jüdischen Gemeinde Ernsbach.

## Jüdische Gemeinde Ernsbach
1675 wurden erstmals fünf jüdische Familien in dem Dorf Ernsbach aufgenommen, das damals den Grafen von Hohenlohe gehörte. Die Gemeinde vergrößerte sich relativ rasch und erreichte mit 233 Personen in 40 Familien um 1844 ihre größte Stärke. Ab 1832 gehörte sie zum Bezirksrabbinat Braunsbach. Ab der zweiten Hälfte des 19. Jahrhunderts verminderte sich die Zahl jüdischer Einwohner in Ernsbach. Waren es im Jahr 1900 noch 179, so lebten 1933 nur noch zwei Einwohner jüdischen Glaubens in Ernsbach. Sie verstarben vor den Deportationen während des Dritten Reichs. Ab 1925 existierte keine jüdische Gemeinde mehr in Ernsbach.
Die Schule der jüdischen Gemeinde hatte zuletzt nur noch zwei Schüler und wurde 1907 geschlossen. Sie befand sich auf dem Grundstück Sindringer Straße 19; das Gebäude existiert nicht mehr. Eine Mikwe gab es in der Synagoge, die Toten der Gemeinde wurden auf dem jüdischen Friedhof in Berlichingen bestattet. Samuel Kocherthaler, der aus Ernsbach stammte, stiftete durch ein Vermächtnis das Ernsbacher Rathaus in der Sindringer Straße 30. Eine Tafel an diesem Bauwerk erinnert an den 1907 verstorbenen Direktor der Diskontogesellschaft Berlin.

## Synagogenbauten
Den ersten Betsaal und Schulraum beherbergte ab 1711 der Kupferhammerbau. Um 1770 wurde eine Synagoge aus Stein errichtet. Angebaut waren die Lehrerwohnung und ein Schulzimmer. Das Gebäude, das unmittelbar am Kocher stand, war durch Feuchtigkeit und Hochwassergefahr ständig bedroht. Im Jahr 1784 wurde das Schulzimmer bei einer plötzlich eintretenden Überschwemmung überflutet. Ein Kind konnte nicht mehr gerettet werden und ertrank in der Schule. Trotz dieses Unglücksfalls konnte aus Geldmangel zunächst kein anderes Gebäude bezogen werden.
In der Zeit vor 1835 zog zumindest der Kantor in eine andere Wohnung. Nachdem seitens der Behörden immer wieder die unzumutbaren Verhältnisse in dem alten Schulbau beanstandet worden waren, musste die Gemeinde in den Jahren 1836/37 eine neue Schule einrichten. Zu den Baukosten erhielt sie einen staatlichen Zuschuss von 350 Gulden. Die Synagoge blieb jedoch damals noch am alten Standort. 1840 wies ein Korrespondent der Israelitischen Annalen anlässlich der Auszeichnung des Lehrers Löwenthal durch eine Synodal-Prämie – die eigentlich nur an evangelische Schulmeister vergeben wurde – darauf hin, dass ein Synagogenneubau anstand, und appellierte an den Staat, hierfür eine Unterstützung zu bewilligen. 1853 klagte der Braunsbacher Rabbiner, der marode Bau mache „nicht den Eindruck des Erbauens, sondern des Zerstörens auf den Besucher“. Daraufhin machte sich der Öhringer Regierungsrat Knauf selbst ein Bild von der Lage. Dabei entdeckte er einen tiefen Riss in einer Seitenwand. Eine bautechnische Überprüfung wurde eingeleitet und schließlich ein Neubau beschlossen.
Die Pläne des Baumeisters Dillenius aus Weinsberg wurden 1854 genehmigt und 1855 wurde die neue Synagoge an der Stelle, an der die alte gestanden hatte, errichtet. Der Neubau kostete 3484 Gulden, wovon 534 Gulden durch Verkauf des Abbruchmaterials des Vorgängerbaus aufgebracht wurden. Der Staat trug 475 Gulden bei, den Rest musste die Gemeinde leisten. Die Synagoge trug über ihrem Eingangsportal zwischen zwei Rundbogenfenstern in hebräischer Sprache die Inschrift: „Dies ist das Tor zur Ewigkeit, Gerechte ziehen durch es hinein“ (Psalm 118,20). Nach der Auflösung der Ernsbacher jüdischen Gemeinde wurde die Synagoge im Jahr 1925 verkauft. Das Bauwerk diente zeitweise als Feuerwehrhaus und wurde später zu einem Wohnhaus mit Friseurgeschäft im Erdgeschoss umgebaut. Seit 1992 ist an der ehemaligen Synagoge Ernsbach ein Hinweisschild angebracht. Um 2004 sollte die Synagoge noch durch die Stadt Forchtenberg saniert werden. Mittlerweile steht das Gebäude zum Verkauf.